# Sân bay quốc tế Nnamdi Azikiwe
Sân bay quốc tế Nnamdi Azikiwe (IATA: ABV, ICAO: DNAA) là một sân bay ở Abuja, Lãnh thổ thủ đô liên bang, Nigeria, là sân bay chính phục vụ thủ đô của Nigeria. Sân bay này được đặt tên theo tổng thống đầu tiên của Nigeria, tiến sĩ Nnamdi Azikiwe. Sân bay này có một nhà ga quốc tế và một nhà ga quốc nội. Năm 2004, sân bay này đã phục vụ 2.232.905 lượt hành khách.
Abuja Gateway Consortium đã ký một hợp đồng vào ngày 13 tháng 11 năm 2006 với giá trị 101,1 triệu USD để quản lý sân bay này trong 25 năm. 

## Các hãng hàng không và các tuyến điểm đến

### Quốc tế
- British Airways (London-Heathrow)
- KLM Royal Dutch Airlines (Amsterdam)
- Lufthansa (Frankfurt)

### Quốc nội
- Aero Contractors (Nigeria) (Lagos, Owerri)
- Arik Air (Akure, Thành phố Benin, Calabar, Enugu, Kano, Lagos, Maiduguri, Owerri, Port Harcourt,Yola)
- Bellview Airlines (Kano, Lagos)
- Chanchangi Airlines (Lagos, Port Harcourt)
- IRS Airlines (Kano, Maiduguri)
- Overland Airways (Ibadan, Ilorin)
- Virgin Nigeria (Lagos, Kano, Sokoto)

## Sự cố và tai nạn
Ngày 10 tháng 12 năm 2005, chuyến bay số 1145 của Sosoliso Airlines rơi tại Sân bay quốc tế Port Harcourt ở Port Harcourt sau khi bay đến từ Abuja.